# 酒石酸カリウム
酒石酸カリウム（英: Potassium tartrate、dipotassium tartrate、argol、略称：DKT）とは、化学式:K2C4H4O6で表される酒石酸のカリウム塩である。しばしば酒石、酒石英（cream of tartar）として知られる酒石酸水素カリウムと間違われる。食品添加物（pH調整剤）として利用され、E番号は酒石酸水素カリウムと同じE336である。圧電素子として利用される。

## 光学異性体
酒石酸は2つの不斉炭素を持つため3種類の光学異性体があり、そのため酒石酸の塩である酒石酸カリウムも3種類の光学異性体を有している。D-, L-, メソ体およびDとLの等量混合物であるラセミ体(DL-)でそれぞれ物性に差異があり、水和水の持ち方や結晶系などに違いが見られる。例えばL-酒石酸カリウムは0.5水和物の形を取る単斜晶結晶であるが、メソ体では2水和物の形を取る三斜晶結晶であり、またL体およびD体は150°Cで水和水を失うが、ラセミ体が水和水を失う温度は100°Cである。自然界中に存在する酒石酸カリウムはL体である。

## 合成
ラセミ体であるDL-酒石酸カリウムはフマル酸の酸化によって酒石酸を得た後、そこに水酸化カリウムもしくは炭酸カリウムを加えることによって得られる。また、L-酒石酸カリウムはワインの製造中に発生する澱から抽出される酒石を酸分解して得られる酒石酸を水酸化カリウムもしくは炭酸カリウムで中和して得られる。

## 代謝
酒石酸カリウムは体内で酒石酸イオンとカリウムイオンに解離し、それぞれ別々に吸収、代謝される。イオンの解離は胃内の酸性条件下では84%、腸内の中性条件下では91%とみられる。酒石酸は体内で吸収された後、一部は体内で代謝もしくは腸内細菌による分解を受けて二酸化炭素として呼気から排出され、残りは酒石酸の形でそのまま糞尿から排出される。

## 用途
瓶詰したワイン中のカルシウム濃度が高いと酒石酸水素カリウムおよび酒石酸カルシウムを主成分とした酒石の沈殿を生じることが知られており、それを防止するためにワイン中から過剰のカルシウムを沈殿除去するための食品添加剤としてDL-酒石酸カリウムが用いられる。酒石酸カルシウムの沈殿を形成する効果は酒石酸イオンによるものであるため、酒石酸も酒石酸カリウムも同等の効果を有するが、酒石酸カリウムは酒石酸よりも溶解度が高いため酒石酸よりも有効的である。また、DL-酒石酸カリウムとカルシウムの反応によって放出されるカリウムイオンによってL-酒石酸水素カリウムの析出が推進されるため更なる酒石の生成防止効果も持つ。加えて、この反応によってワイン内の水素イオンが沈殿として固定化することから酸を除去してpHを上昇させる効果を持ち、これによってpHが高いほど沈殿形成が促進される酒石酸カルシウムの除去が更に進行する。L-酒石酸カリウムはこの除酸によるpH調整を目的に用いられる
L-酒石酸カリウムは圧電率が大きいため圧電素子に用いられる。